# Le Cinématographe Lumière
Pour plus de détails, voir Fiche technique et Distribution.
Le Cinématographe Lumière est un court métrage documentaire français écrit et réalisé en 1944 par Henri Lepage.

## Sujet
L'enfance et la jeunesse des frères Lumière ; l'invention du cinématographe et les premiers films Lumière ; la première projection au Grand Café du boulevard des Capucines ; la réception à l'Académie des Sciences ; l'héritage commercial et artistique des Lumière ; Louis Lumière au travail à Bandol sur un projet de cinéma en relief.
Ce documentaire comporte des extraits de trois films Lumière : La Sortie de l'usine Lumière à Lyon, L'Arroseur arrosé et L'Arrivée d'un train en gare de La Ciotat.

## Fiche technique
- Scénario et réalisation : Henri Lepage
- Musique : Félicien Ouvry
- Production : Alcina
- Distribution : Gaumont
- Pays de production :  France
- Format :  Noir et blanc - cadre : 1,37:1 - 35 mm (positif et négatif) - Son monographique - système d'enregistrement Klangfilm
- Appareils prêtés par le Musée des arts et métiers et par le Musée Carnavalet
- Lieux de tournage : Lyon (rue de la Barre, école La Martinière, rue du Premier Film), à Paris (Boulevard des Capucines, Académie des Sciences, Cinéma Gaumont-Palace) et à Bandol
- Visa de censure N° 650 du 23 avril 1945

## Fiche artistique
- Louis Lumière, interviewé à Bandol
- Léon Gaumont, s'exprimant sur son ami Louis Lumière
- et, dans une séquence d'archive, Auguste Lumière